# Jenny Matthews
Jenny Matthews (1948) és una fotògrafa anglesa. Des del 1982 treballa com a fotògrafa, i els seus reportatges sobre temes socials han estat editats a la Gran Bretanya i a l'estranger. Durant vint anys ha estat treballant en un projecte fotogràfic sobre la vida de les dones en situacions de conflictes bèl·lics, què els passa quan hi ha una guerra i quan aquesta guerra s'acaba. En Women and War (2003), publicat als Països Baixos, el Regne Unit i els Estats Units, Matthews dona veu a una majoria silenciosa de víctimes, a través d'una sèrie de fotografies d'aquests subjectes humans enmig de la guerra i els conflictes en els quals es troben. Aquest treball va començar els anys vuitanta, a l'Amèrica Central, fotografiant als refugiats a El Salvador, als grups indígenes a Guatemala i el somni socialista que era Nicaragua, fins al desarmament de les guerrilles. Als anys noranta va treballar al Pròxim Orient i a l'Àfrica, indagant el rol de la dona en les guerres postcolonials de Moçambic i Angola; fotografiant els supervivents del genocidi de Ruanda i el conflicte bàrbar de Sierra Leone, amb el seu llegat de mares joves i dones mutilades. Durant els últims tres anys ha visitat Txetxènia, Gaza, Cisjordània i el Nepal, llocs on la dona intenta mantenir l'equilibri familiar i educar als fills, rodejada de violència i terror. Ha estat quatre vegades a l'Afganistan; la primera el 1988 durant l'ocupació russa, quan les dones treballaven en les fàbriques, anaven a la universitat i fins i tot participaven en les milícies populars. El 1996 va visitar les vídues de Kabul, abans que els talibans fessin seva la ciutat, i sobrevivien amb penes i treballs, però algunes encara treballaven i, encara que el govern les obligués a portar el vel, podien moure's i cantar. Quan hi va tornar el 1998, se'ls havia prohibit cantar. El desembre del 2001 va tornar-hi per a trobar-se amb algunes de les dones que havia fotografiat. Ha treballat per a totes les grans organitzacions per al desenvolupament (Christian Aid, Action Aid, Oxfam, Save the Children) i la seva feina ha estat publicada en els més prestigiosos diaris i revistes del món.

## Publicacions
- Women and War (2003)[5]
- Children growing up with war (2014)[6]